# Solon (Saint-Louis-du-Sud)
Solon es una sección de comuna que forma parte de la comuna haitiana de Saint-Louis-du-Sud.

## Demografía
| Gráfica de evolución demográfica de Solon entre 2009 y 2015 |
|                                                             |

Los datos demográficos contemplados en este gráfico de la sección de comuna de Solon son estimaciones que se han cogido para los años 2009, 2012 y 2015 de la página del Instituto Haitiano de Estadística e Informática (IHSI). 